# Jakob Hlasek
Jakob Hlasek (ur. 12 listopada 1964 w Pradze) – szwajcarski tenisista pochodzenia czechosłowackiego, zwycięzca French Open 1992 w grze podwójnej, reprezentant w Pucharze Davisa, olimpijczyk.

## Kariera tenisowa
Jako zawodowy tenisista występował w latach 1983–1996.
W grze pojedynczej wygrał 5 turniejów rangi ATP World Tour spośród 14 rozegranych finałów.
W grze podwójnej największym sukcesem Hlaska jest zwycięstwo we French Open razem z Markiem Rossetem w 1992 roku. Szwajcarzy pokonali w finale parę David Adams–Andriej Olchowski. W 1990 roku Szwajcar został mistrzem kończącego sezon turnieju ATP World Tour World Championships wspólnie z Guym Forgetem. Razem z Forgetem był finalistą French Open w 1996 roku. Łącznie w deblu Hlasek triumfował w 20 turniejach ATP World Tour, oraz uczestniczył w 15 finałach.
W latach 1982–1996 Hlasek był także członkiem reprezentacji Szwajcarii w Pucharze Davisa. W 1992 roku Szwajcarzy doszli do finału, w którym ponieśli porażkę 3:1 ze Stanami Zjednoczonymi. Hlasek w reprezentacji zagrał łącznie 79 meczów, z których w 49 zwyciężył.
Hlasek znajdował się w składzie Szwajcarii kiedy ta wygrała mistrzostwa świata drużyn w 1996.
Hlasek dwukrotnie zagrał na igrzyskach olimpijskich, w 1988 roku w Seulu oraz w 1992 roku w Barcelonie. W obu imprezach dochodził do 3 rundy gry pojedynczej. W deblu najdalej doszedł do ćwierćfinału wspólnie z Markiem Rossetem podczas turnieju w Barcelonie. W 1984 roku zagrał w turnieju pokazowym igrzysk olimpijskich w Los Angeles w singlu osiągając ćwierćfinał.
W rankingu gry pojedynczej najwyżej był na 7. miejscu (17 kwietnia 1989), a w klasyfikacji gry podwójnej na 4. pozycji (13 listopada 1989).

### Finały w turniejach ATP World Tour
| Legenda                                      |
| -------------------------------------------- |
| Wielki Szlem                                 |
| Igrzyska olimpijskie                         |
| Tennis Masters Cup / ATP Finals              |
| ATP Masters Series / ATP Tour Masters 1000   |
| ATP International Series Gold / ATP Tour 500 |
| ATP International Series / ATP Tour 250      |

#### Gra pojedyncza (5–9)
| Końcowy wynik | Nr | Data                 | Turniej      | Nawierzchnia    | Przeciwnik            | Wynik finału            |
| ------------- | -- | -------------------- | ------------ | --------------- | --------------------- | ----------------------- |
| Finalista     | 1. | 24 marca 1985        | Rotterdam    | Dywanowa (hala) | Miloslav Mečíř        | 1:6, 2:6                |
| Finalista     | 2. | 3 sierpnia 1986      | Hilversum    | Ceglana         | Thomas Muster         | 1:6, 3:6, 3:6           |
| Finalista     | 3. | 10 lipca 1988        | Gstaad       | Ceglana         | Darren Cahill         | 3:6, 4:6, 6:7           |
| Finalista     | 4. | 10 października 1988 | Bazylea      | Twarda (hala)   | Stefan Edberg         | 5:7, 3:6, 6:3, 2:6      |
| Zwycięzca     | 1. | 14 listopada 1988    | Wembley      | Dywanowa (hala) | Jonas Svensson        | 6:7, 3:6, 6:4, 6:0, 7:5 |
| Zwycięzca     | 2. | 20 listopada 1988    | Johannesburg | Twarda (hala)   | Christo Van Rensburg  | 6:7, 3:6, 6:4, 6:0, 7:5 |
| Finalista     | 5. | 27 listopada 1988    | Bruksela     | Dywanowa (hala) | Henri Leconte         | 6:7, 6:7, 4:6           |
| Zwycięzca     | 3. | 12 lutego 1989       | Rotterdam    | Dywanowa (hala) | Anders Järryd         | 6:1, 7:5                |
| Finalista     | 6. | 26 lutego 1989       | Lyon         | Dywanowa (hala) | John McEnroe          | 3:6, 6:7                |
| Zwycięzca     | 4. | 11 listopada 1990    | Wembley      | Dywanowa (hala) | Michael Chang         | 7:6, 6:3                |
| Zwycięzca     | 5. | 29 września 1991     | Bazylea      | Twarda (hala)   | John McEnroe          | 7:6(4), 6:0, 6:3        |
| Finalista     | 7. | 10 listopada 1991    | Moskwa       | Dywanowa (hala) | Andriej Czerkasow     | 6:7(2), 6:3, 6:7(5)     |
| Finalista     | 8. | 16 lipca 1995        | Gstaad       | Ceglana         | Jewgienij Kafielnikow | 3:6, 4:6, 6:3, 3:6      |
| Finalista     | 9. | 17 września 1995     | Bordeaux     | Twarda          | Yahiya Doumbia        | 4:6, 4:6                |

#### Gra podwójna (20–15)
| Końcowy wynik | Nr  | Data                 | Turniej            | Nawierzchnia    | Partner                | Przeciwnicy                          | Wynik finału       |
| ------------- | --- | -------------------- | ------------------ | --------------- | ---------------------- | ------------------------------------ | ------------------ |
| Finalista     | 1.  | 16 września 1984     | Tel Awiw-Jafa      | Twarda          | Colin Dowdeswell       | Peter Doohan Brian Levine            | 3:6, 4:6           |
| Zwycięzca     | 1.  | 13 października 1985 | Tuluza             | Twarda (hala)   | Ricardo Acuña          | Pavel Složil Tomáš Šmíd              | 3:6, 6:2, 9:7      |
| Finalista     | 2.  | 24 listopada 1985    | Hongkong           | Twarda          | Tomáš Šmíd             | Brad Drewett Kim Warwick             | 3:6, 6:4, 2:6      |
| Zwycięzca     | 2.  | 20 kwietnia 1986     | Nicea              | Ceglana         | Tomáš Šmíd             | Gary Donnelly Colin Dowdeswell       | 6:3, 4:6, 11:9     |
| Finalista     | 3.  | 12 października 1986 | Tuluza             | Twarda (hala)   | Pavel Složil           | Miloslav Mečíř Tomáš Šmíd            | 2:6, 6:3, 4:6      |
| Zwycięzca     | 3.  | 8 listopada 1987     | Paryż              | Dywanowa (hala) | Claudio Mezzadri       | Scott Davis David Pate               | 7:6, 6:2           |
| Zwycięzca     | 4.  | 10 października 1988 | Bazylea            | Twarda (hala)   | Tomáš Šmíd             | Jeremy Bates Peter Lundgren          | 6:3, 6:1           |
| Zwycięzca     | 5.  | 19 lutego 1989       | Mediolan           | Dywanowa (hala) | John McEnroe           | Heinz Günthardt Balázs Taróczy       | 6:3, 6:4           |
| Finalista     | 4.  | 26 lutego 1989       | Lyon               | Dywanowa (hala) | John McEnroe           | Eric Jelen Michael Mortensen         | 2:6, 6:3, 3:6      |
| Zwycięzca     | 6.  | 20 marca 1989        | Indian Wells       | Twarda          | Boris Becker           | Kevin Curren David Pate              | 7:6, 7:5           |
| Zwycięzca     | 7.  | 3 kwietnia 1989      | Miami              | Twarda          | Anders Järryd          | Jim Grabb Patrick McEnroe            | 6:3, krecz         |
| Finalista     | 5.  | 5 listopada 1989     | Paryż              | Dywanowa (hala) | Éric Winogradsky       | John Fitzgerald Anders Järryd        | 6:7, 4:6           |
| Zwycięzca     | 8.  | 13 listopada 1989    | Wembley            | Dywanowa (hala) | John McEnroe           | Jeremy Bates Kevin Curren            | 6:1, 7:6           |
| Zwycięzca     | 9.  | 25 lutego 1990       | Stuttgart          | Dywanowa (hala) | Guy Forget             | Michael Mortensen Tom Nijssen        | 6:3, 6:2           |
| Zwycięzca     | 10. | 17 czerwca 1990      | Rosmalen           | Trawiasta       | Michael Stich          | Jim Grabb Patrick McEnroe            | 7:6, 6:3           |
| Zwycięzca     | 11. | 26 sierpnia 1990     | Long Island        | Twarda          | Guy Forget             | Udo Riglewski Michael Stich          | 2:6, 6:3, 6:4      |
| Zwycięzca     | 12. | 14 października 1990 | Tokio              | Dywanowa (hala) | Guy Forget             | Scott Davis David Pate               | 7:6, 7:5           |
| Zwycięzca     | 13. | 28 października 1990 | Sztokholm          | Dywanowa (hala) | Guy Forget             | John Fitzgerald Anders Järryd        | 6:4, 6:2           |
| Zwycięzca     | 14. | 25 listopada 1990    | Sanctuary Cove     | Twarda          | Guy Forget             | Sergio Casal Emilio Sánchez          | 6:4, 7:6, 5:7, 6:4 |
| Finalista     | 6.  | 14 lipca 1991        | Gstaad             | Ceglana         | Guy Forget             | Gary Muller Danie Visser             | 6:7, 4:6           |
| Zwycięzca     | 15. | 29 września 1991     | Bazylea            | Twarda (hala)   | Patrick McEnroe        | Petr Korda John McEnroe              | 3:6, 7:6, 7:6      |
| Finalista     | 7.  | 20 października 1991 | Wiedeń             | Dywanowa (hala) | Patrick McEnroe        | Anders Järryd Gary Muller            | 4:6, 5:7           |
| Finalista     | 8.  | 16 lutego 1992       | Bruksela           | Dywanowa (hala) | Guy Forget             | Boris Becker John McEnroe            | 3:6, 2:6           |
| Zwycięzca     | 16. | 17 maja 1992         | Rzym               | Ceglana         | Marc Rosset            | Wayne Ferreira Mark Kratzmann        | 6:4, 3:6, 6:1      |
| Zwycięzca     | 17. | 8 czerwca 1992       | French Open, Paryż | Ceglana         | Marc Rosset            | David Adams Andriej Olchowski        | 7:6, 6:7, 7:5      |
| Zwycięzca     | 18. | 25 października 1992 | Lyon               | Dywanowa (hala) | Marc Rosset            | Neil Broad Stefan Kruger             | 6:1, 6:3           |
| Finalista     | 9.  | 1 maja 1994          | Madryt             | Ceglana         | Jean-Philippe Fleurian | Rikard Bergh Menno Oosting           | 3:6, 4:6           |
| Finalista     | 10. | 24 lipca 1994        | Waszyngton         | Twarda          | Jonas Björkman         | Grant Connell Patrick Galbraith      | 4:6, 6:4, 3:6      |
| Zwycięzca     | 19. | 23 października 1994 | Lyon               | Dywanowa (hala) | Jewgienij Kafielnikow  | Martin Damm Patrick Rafter           | 6:7, 7:6, 7:6      |
| Finalista     | 11. | 19 marca 1995        | Petersburg         | Dywanowa (hala) | Jewgienij Kafielnikow  | Martin Damm Anders Järryd            | 4:6, 2:6           |
| Finalista     | 12. | 15 października 1995 | Tokio              | Dywanowa (hala) | Patrick McEnroe        | Jacco Eltingh Paul Haarhuis          | 6:7, 4:6           |
| Zwycięzca     | 20. | 22 października 1995 | Lyon               | Dywanowa (hala) | Jewgienij Kafielnikow  | John-Laffnie de Jager Wayne Ferreira | 6:3, 6:3           |
| Finalista     | 13. | 3 marca 1996         | Mediolan           | Dywanowa (hala) | Guy Forget             | Andrea Gaudenzi Goran Ivanišević     | 4:6, 5:7           |
| Finalista     | 14. | 12 maja 1996         | Hamburg            | Ceglana         | Guy Forget             | Mark Knowles Daniel Nestor           | 2:6, 4:6           |
| Finalista     | 15. | 10 czerwca 1996      | French Open, Paryż | Ceglana         | Guy Forget             | Jewgienij Kafielnikow Daniel Vacek   | 2:6, 3:6           |